# Григоренко, Анатолий Анатольевич

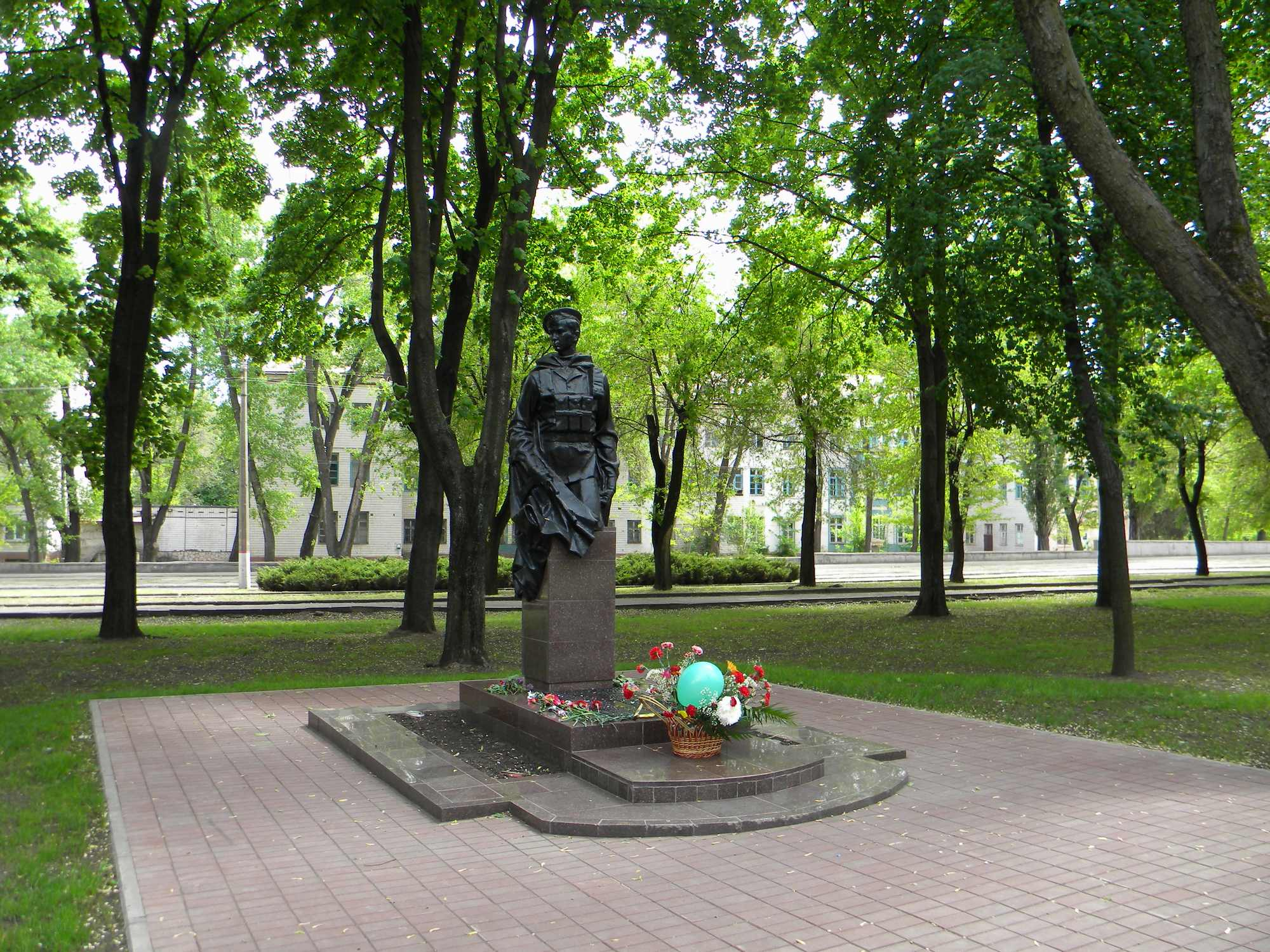
Имя на памятнике воинам-интернационалистам на Дзержинке (Кривой Рог)

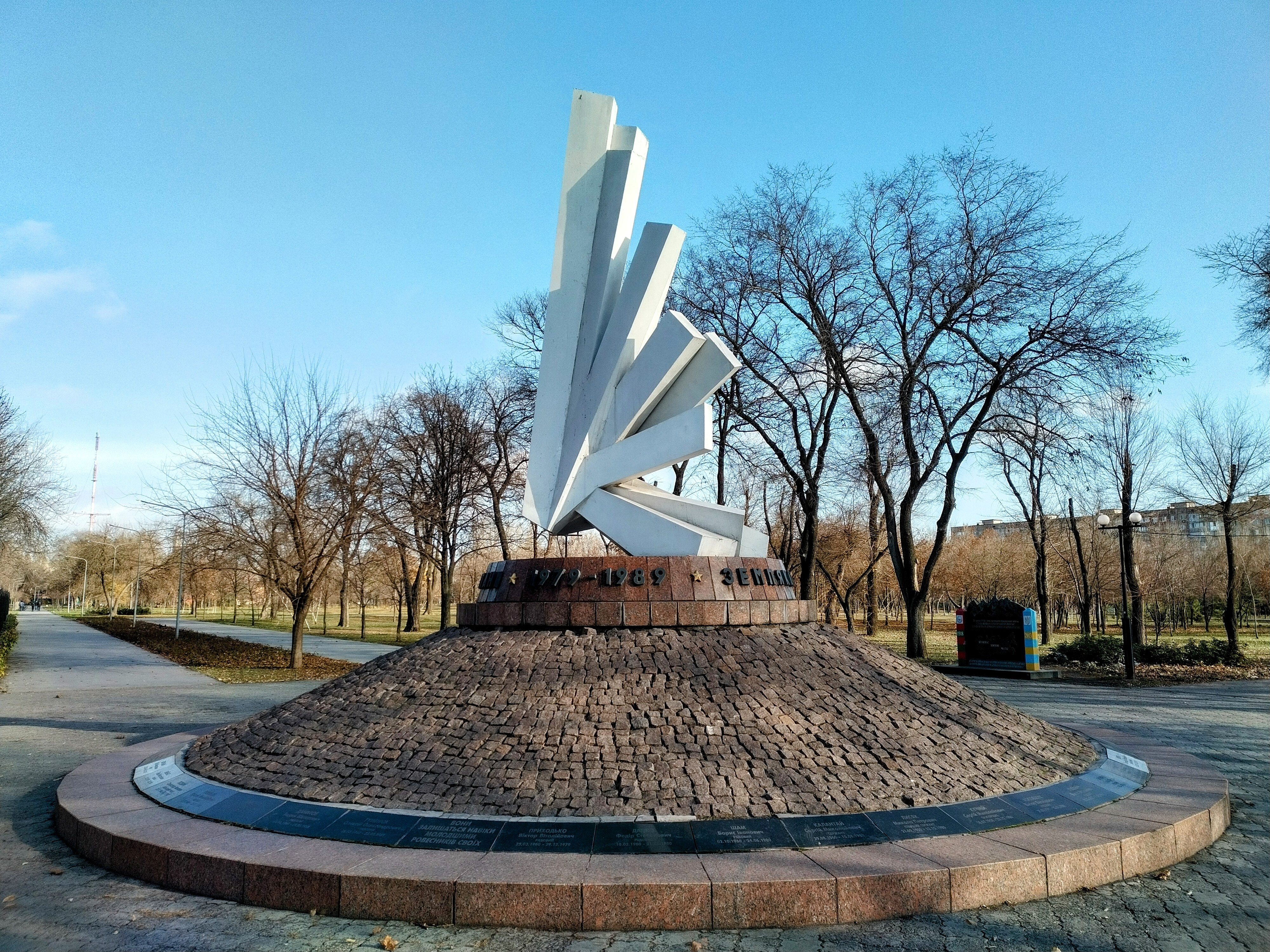
Имя на памятнике воинам-интернационалистам в Юбилейном парке (Кривой Рог)

Григоренко Анатолий Анатольевич (1 апреля 1965, Кривой Рог, Днепропетровская область — 13 ноября 1983, Афганистан) — советский военнослужащий, рядовой, старший водитель, участник Афганской войны.

## Биография
Родился 1 апреля 1965 года в городе Кривой Рог Днепропетровской области УССР в рабочей семье.
В 1983 году окончил СПТУ № 9 в Кривом Роге.
3 апреля 1983 года призван в Вооружённые силы СССР Дзержинским районным военным комиссариатом Кривого Рога. В июле 1983 года в звании рядового направлен в состав ограниченного контингента советских войск в Афганистане, служил старшим водителем. Неоднократно участвовал в боевых операциях.
При выполнении боевого задания тяжело заболел и 13 ноября 1983 года умер в госпитале.
Похоронен в Кривом Роге на Центральном кладбище (сектор 22, ряд 21, могила 6).

## Награды
- Орден Красной Звезды (посмертно)[1][2].

## Память
- Имя на памятнике воинам-интернационалистам Днепропетровщины, погибшим в Афганистане (Днепр)[4];
- Имя на памятнике воинам-интернационалистам на Дзержинке (Кривой Рог);
- Имя на памятнике воинам-интернационалистам в Юбилейном парке (Кривой Рог).